# Valonia ventricosa
Valonia ventricosa, coneguda com a alga bombolla, és una espècie d'alga verda marina que es troba en les regions tropicals i subtropicals. Es tracta d'un dels organismes unicel·lulars més grossos del món, ja que fa entre 1 i 4 cm de diàmetre.

## Característiques
Valonia ventricosa en rares ocasions forma grups i apareix en la zona de marees tropicals i subtropicals com el Carib, al nord fins a Florida i al sud fins al Brasil i l'Indopacífic i en gran part de la resta del món, viu sovint entre coralls.
Pot viure fins a uns 80 metres de fondària.
La seva forma és d'esfèrica a ovoide i el seu color varia de verd com les herbes a verd fosc. Es reprodueix per divisió cel·lular.
És objecte d'estudi científic per les seves interessants propietats, com l'osmosi i la permeabilitat. També s'han estudiat les seves propietats elèctriques amb un potencial elèctric molt alt.